# Houkesloot
De Houkesloot (Fries en officieel: Houkesleat) is een vaart / rivier die de verbinding vormt tussen Sneek en het Sneekermeer. Het kanaal kruist de rondweg van Sneek (N354) via het Houkesloot Aquaduct.
Het eerste gedeelte van de Houkesloot vanaf de Stadsgracht heet het Zomerrak. Bij het Kruiswater maakt de Houkesloot een bocht naar het noordwesten om bij het starteiland in het Sneekermeer uit te monden. Dit laatste stukje Houkesloot is tevens onderdeel van het Prinses Margrietkanaal.
In groter verband maakt de Houkesloot deel uit van de verbinding Heegermeer - Sneekermeer, samen met de Geeuw en de Wijde Wijmerts.